# Арес (Бразилия)
Арес (порт. Arês) — муниципалитет в Бразилии, входит в штат Риу-Гранди-ду-Норти. Составная часть мезорегиона Восток штата Риу-Гранди-ду-Норти. Входит в экономико-статистический микрорегион Литорал-Сул. Население составляет 11 458 человек на 2006 год. Занимает площадь 112,584 км². Плотность населения — 101,8 чел./км².

## Статистика
- Валовой внутренний продукт на 2003 год составляет 94 847 279,00 реалов (данные: Бразильский институт географии и статистики).
- Валовой внутренний продукт на душу населения на 2003 год составляет 8322,86 реалов (данные: Бразильский институт географии и статистики).
- Индекс развития человеческого потенциала на 2000 год составляет 0,624 (данные: Программа развития ООН).